# Orgelbau Hardt
Orgelbau Hardt ist ein deutsches Orgelbauunternehmen in Möttau. Der Familienbetrieb steht in der Nachfolge von Daniel Raßmann und wird seit 1906 in vierter Generation geführt.

## Geschichte
Daniel Raßmann begründete im Jahr 1820 ein Unternehmen, das 1860 an seinen Sohn Gustav Raßmann überging. Dessen Geselle August Hardt (1861–1946) erwarb im Jahr 1896 den Betrieb und übernahm die Werkstatt, in der er ab den 1880er Jahren die Verantwortung übernommen hatte. Bis zum Tod von Gustav Raßmann im Jahr 1906 firmierte das Unternehmen unter dem Namen Raßmann.
In zweiter Generation führte Alfred Hardt (* 1900 in Möttau; † 1960 ebenda), der bei G. F. Steinmeyer & Co. den Orgelbau 1925/26 erlernt hatte, ab 1930 den Betrieb fort. Er konzentrierte sich auf Reparatur- und Wartungsarbeiten im Raum Hessen-Nassau und spezialisierte sich auf den Bau von Spieltischen. Zwischen 1920 und 1940 sind deshalb kaum eigenständige Neubauten nachgewiesen.
In dritter Generation übernahm der Enkel Günter Hardt (1933–2023) im Jahr 1953 die Firma. Unter seiner Leitung entstanden zahlreiche kleine Orgelneubauten im Gebiet des Taunus, des Westerwaldes und dem Raum Frankfurt. Einen zweiten Schwerpunkt bildet die Restaurierung historischer Orgeln. Sein Sohn Uwe Hardt (* 1964) führt die Familientradition fort.

## Werkliste (Auswahl)
In der fünften Spalte bezeichnet die römische Zahl die Anzahl der Manuale, ein großes „P“ ein selbstständiges Pedal, ein kleines „p“ ein angehängtes Pedal. Die arabische Zahl gibt die Anzahl der klingenden Register an. Die letzte Spalte bietet Angaben zum Erhaltungszustand oder zu Besonderheiten.
| Jahr      | Ort                        | Kirche                       | Bild | Manuale | Register | Bemerkungen |
| --------- | -------------------------- | ---------------------------- | ---- | ------- | -------- | --- |
| 1898      | Buchenau                   | Martinskirche                |      | I/P     | 8        | Neubau von August Hardt (Raßmann); nahezu unverändert erhalten |
| 1960      | Braunfels                  | Friedhofskirche              |      | I       | 4        | → Orgel 2024 nach Schimmelbefall durch elektronisches Instrument ersetzt. |
| 1961      | Salzböden                  | Evangelische Kirche          |      | I/P     | 11       | hinter historischem Rokoko-Prospekt von 1760 |
| 1962      | Groß-Rechtenbach           | Evangelische Kirche          |      | I/P     | 8        | Neubau von Günter Hardt |
| 1963      | Launsbach                  | Evangelische Kirche          |      | I/P     | 7        | 1980 nach Launsbach umgesetzt |
| 1963      | Grävenwiesbach             | Evangelische Kirche          |      | II/P    | 22       | Neubau hinter Prospekt von Johann Christian Köhler (1750) |
| 1965      | Braunfels                  | Schlosskirche                |      | II/P    | 20       | Umdisponierung der bereits 1890 von Hardt erweiterten und um 1950 umgebauten Orgel, die ursprünglich von Johann Friedrich Syer (1766–1768) als Chororgel für Kloster Arnsburg gebaut wurde                                         |
| 1967      | Katzenfurt                 | Evangelische Kirche          |      | II/P    | 13       | Neubau |
| 1967      | Laufdorf                   | Evangelische Kirche          |      | II/P    | 10       | hinter dem Prospekt von Johann Andreas Heinemann (1776) |
| 1967      | Wißmar                     | Evangelische Kirche          |      | II/P    | 19       | [ 8 ] |
| 1968      | Krofdorf-Gleiberg          | Katharinenkirche Gleiberg    |      | I/P     | 6        | Neubau zwischen zwei Emporen eingebaut |
| 1969      | Aßlar                      | Evangelische Kirche          |      | II/P    | 18       | Neubau |
| 1970      | Biskirchen                 | Evangelische Kirche          |      | II/P    | 14       | Neubau |
| 1970      | Schwalbach (Schöffengrund) | Evangelische Kirche          |      | II/P    | 16       | Neubau hinter Prospekt von Guido Knauf (1872) |
| 1970      | Lützellinden               | Evangelische Kirche          |      | II/P    | 15       | Neubau hinter Prospekt der Gebrüder Bernhard (1894); 1999 ein Pedalregister ergänzt |
| 1971      | Krofdorf-Gleiberg          | Margarethenkirche (Krofdorf) |      | I/P     | 11       | unter Einbeziehung alter Register der Vorgängerorgel der Gebr. Ziese (1854) |
| 1971–1972 | Usingen                    | Laurentiuskirche             |      | I/P     | 14       | Neubau hinter Prospekt von Johann Nikolaus Schäfer (1718) und unter Einbeziehung von einigen Registern der Vorgängerorgel von Gustav Raßmann (1881)                                                                                |
| um 1975   | Hörbach (Herborn)          | Evangelische Kirche          |      | I/P     | 7        | Neubau |
| 1978      | Oberdreis                  | Evangelische Kirche          |      | II/P    | 14       | Neubau nach einer Disposition von Hans Klotz mit Koppelmanual |
| 1980      | Hohensolms                 | Evangelische Kirche          |      | II/P    | 13       | Neubau → Orgel |
| 1982      | Albshausen                 | Evangelische Kirche          |      | I/P     | 8        | Neubau im historischen Gehäuse von Johann Georg Dreuth (um 1750) unter Verwendung der noch erhaltenen Windlade |
| 1984      | Niederwalgern              | Dorfkirche                   |      | II/P    | 13       | Neubau |
| 1991      | Bersrod                    | Evangelische Kirche          |      | I/P     | 6        | Neubau |
| 1998      | Löhnberg                   | Evangelische Kirche          |      | I/P     | 10       | Neubau unter Verwendung von Teilen der Vorgängerorgel |
| 1998      | Burkhards                  | Kirche Burkhards             |      | I/P     | 10       | Neubau unter Einbeziehung von Teilen der Orgel von Rassmann (1863), vier Register neu |
| 2000      | Niederzeuzheim             | St. Peter                    |      | II/P    | 23       | Neubau |
| 2003      | Niederhöchstadt            | St. Nikolaus                 |      | III/P   | 23       | Neubau mit Unit-System und Transmissionen, elektro-magnetische Trakturen |
| 2005      | Hering (Otzberg)           | Mariä Geburt                 |      | II/P    | 12       | Neubau mit Wechselschleifen |
| 2006      | Lieg                       | St. Goar                     |      | I/P     | 9        | Neubau |
| 2021      | Eltville am Rhein          | St. Peter und Paul           |      | IV/P    | 70       | Neubau hinter einem neugotischen Gehäuse unter Einbeziehung von Registern der Vorgängerorgel (1962) und der Schwalbennestorgel (Bild) auf zweitem Manual, viertes Manual als Solowerk teils mit gebrauchtem englischen Pfeifenwerk |